# Rádio Bonton
Rádio Bonton je česká soukromá rozhlasová stanice. Začala vysílat 7. října 1991 jako první ryze česká rozhlasová stanice. Od počátku šlo o hudební stanici orientovanou převážně na cílovou skupinu 16 až 35 let s velkým množstvím hudebních novinek a dynamickou aktuální muzikou. Nyní vysílá především časem prověřené České a světové hity, čemuž  odpovídá také její slogan - „Tady je česká hudba doma!"
Společně s Evropou 2, Frekvencí 1, a Dance Rádiem patří od roku 2018 do mediální skupiny Czech Media Invest. Stanice vysílá z 8 FM vysílačů, v multiplexu ČRa DAB+ a na internetu.

## Historie
Rádio Bonton zahájilo provoz 7. října 1991. Až do roku 2006 stanice sídlila přímo v budově na Zeleném pruhu, odkud vysílá na kmitočtu 99,7 MHz. Poté se z důvodu změny vlastníka přestěhovala do centra na Nové Město.[ve zdroji nenalezeno]
Bontonu se dařilo a v devadesátých letech se stal populárním médiem šířícím především moderní taneční hudbu. V původní podobě fungoval až do roku 2002, kdy se Rádio Bonton dostalo do područí italské mediální skupiny Elmedia. Ze svého původního názvu upouštělo postupně – nejprve se z Rádia Bonton stal Bonton Rádio DeeJay, pak se název Bonton vytratil úplně, a vzniklo tehdy první pražské Rádio DeeJay, které pokrývalo i střední Čechy. Koncem roku 2005 se však Rádio DeeJay začalo pozvolna měnit zpět na Bonton, když jej získala do svého portfólia mediální skupina Lagardere. Tehdy se psalo, že značka DeeJay není součástí transakce, skupina se však dohodla s původním vlastníkem značky Rádio Bonton o jejím nasazení zpět do pražského éteru a 1. března 2006 se z Rádia DeeJay znovu stal Bonton, který se ale soustředil na „nezastavitelný pop-rock“ a se svým předchůdcem neměl mnoho společného. 1. dubna 2012 došlo k zásadní změně hudebního formátu z pop-rocku na české a časem prověřené světové hity. Ve stejný den došlo také ke změně loga, sloganů a webových stránek.

## Moderátoři

### Nyní
- Dan Kostka
- Libor Weber
- Markéta Mayerová
- Milan Bílek
- Milan Fiala
- René Hnilička
- Tomáš Fíla

### Dříve
- Vojta Efler (2020-2025, dnes na Frekvenci 1)
- Iva Lecká (2020-2022, dnes na Rádiu Blaník)
- Dan Kohout (dnes na Radiu Beat)
- Ladislav Vonz (dnes šéfredaktor Rádia Impuls)
- Michal Jirák (1993-1999)

## Program
Program Rádia Bonton je složený z několika moderovaných a nemoderovaných bloků, jejichž součástí jsou rozhovory, informace o dopravě, předpověď počasí a hudba. I v současnosti (2025) jde o časem prověřené světové i československé hity ale nechybí i novější hity.
V ranních a nočních hodinách jsou vysílány i krátké předtočené zprávy.
| Pondělí až Pátek                                     |
| ---------------------------------------------------- |
| Ráno s Bontonem - Milan Fiala                        |
| Písničky na přání - Dan Kostka                       |
| Muzika na Rádiu Bonton - Dan Kostka                  |
| Relax, klídek, pohoda - Markéta Mayerová             |
| Noc plná hitů (bez moderátora)                       |
| Sobota                                               |
| Víkendové ráno - Libor Weber                         |
| Relax, klídek, pohoda (během víkendu bez moderátora) |
| Noc plná hitů (bez moderátora)                       |
| Neděle                                               |
| Víkendové ráno - Libor Weber                         |
| Relax, klídek, pohoda (během víkendu bez moderátora) |
| Hity pro finále víkendu - Tomáš Fíla                 |
| Noc plná hitů (bez moderátora)                       |

## Vysílače
Rádio Bonton je šířeno z následujících FM a DAB vysílačů:
| DAB+ Vysílač                | Kanál | Kmitočet | Výkon (ERP) | Polarizace |
| Praha - Město (Žižkov)      | 11D   | 222 MHz  | 20 kW       | vertikální |
| Plzeň - Radec               | 11B   | 218 MHz  | 10 kW       | vertikální |
| Ostrava - Hošťálkovice      | 11D   | 222 MHz  | 10 kW       | vertikální |
| Brno - Hády                 | 7C    | 192 MHz  | 10 kW       | vertikální |
| Beroun                      | 11D   | 222 MHz  | 0,3 kW      | vertikální |
| Čtyřkoly                    | 11D   | 222 MHz  | 0,2 kW      | vertikální |
| Měchnov                     | 11D   | 222 MHz  | 0,2 kW      | vertikální |
| Kácov                       | 11D   | 222 MHz  | 0,2 kW      | vertikální |
| Jihlava - Rudný             | 7B    | 190 MHz  | 1 kW        | vertikální |
| Velké Meziříčí              | 7B    | 190 MHz  | 0,2 kW      | vertikální |
| Tasov                       | 7B    | 190 MHz  | 0,3 kW      | vertikální |
| Křoví                       | 7B    | 190 MHz  | 0,2 kW      | vertikální |
| Rosice                      | 7C    | 192 MHz  | 0,2 kW      | vertikální |
| Brno                        | 7C    | 192 MHz  | 10 kW       | vertikální |
| Olomouc - Radíkov           | 11B   | 218 MHz  | 2 kW        | vertikální |
| Nový Jičín - Veselský       | 11D   | 222 MHz  | 1 kW        | vertikální |
| Tachov                      | 11B   | 218 MHz  | 1 kW        | vertikální |
| České Budějovice - Kleť     | 10C   | 213 MHz  | 20 kW       | vertikální |
| Trutnov - Černá Hora        | 11D   | 222 MHz  | 10 kW       | vertikální |
| Jáchymov - Klínovec         | 11B   | 218 MHz  | 10 kW       | vertikální |
| Jeseník - Praděd            | 11B   | 218 MHz  | 10 kW       | vertikální |
| Jihlava - Javořice          | 7B    | 190 MHz  | 10 kW       | vertikální |
| Klatovy - Barák             | 11B   | 218 MHz  | 10 kW       | vertikální |
| Liberec Ještěd              | 11B   | 218 MHz  | 10 kW       | vertikální |
| Mikulov - Děvín             | 7C    | 192 MHz  | 10 kW       | vertikální |
| Pardubice - Krásné          | 11A   | 216 MHz  | 10 kW       | vertikální |
| Ústí n. L. - Buková Hora    | 11B   | 218 MHz  | 10 kW       | vertikální |
| Votice - Mezivrata          | 10C   | 213 MHz  | 10 kW       | vertikální |
| Zlín - Tlustá Hora          | 7C    | 192 MHz  | 10 kW       | vertikální |
| Valašské Meziříčí - Radhošť | 11D   | 222 MHz  | 2,5 kW      | vertikální |
| Pozořice - Poustka          | 7C    | 192 MHz  | 0,2 kW      | vertikální |

| FM Vysílač                        | Kmitočet  | Výkon (ERP) | Polarizace |
| --------------------------------- | --------- | ----------- | ---------- |
| Benešov                           | 91,7 MHz  | 0,2 kW      | vertikální |
| Sezimovo Ústí                     | 91,7 MHz  | 0,2 kW      | vertikální |
| Mladá Boleslav / Bradlec          | 94,8 MHz  | 0,2 kW      | vertikální |
| Česká Lípa                        | 96,9 MHz  | 0,3 kW      | vertikální |
| Ústí nad Labem                    | 96,9 MHz  | 0,1 kW      | vertikální |
| České Budějovice / komín teplárny | 98,7 MHz  | 0,1 kW      | vertikální |
| Praha / Zelený pruh               | 99,7 MHz  | 5 kW        | kruhová    |
| Strakonice                        | 100,4 MHz | 0,1 kW      | vertikální |